# Panico nel vuoto
Panico nel vuoto (Panic) é un film statunitense del 2002 diretto da Bob Misiorowski.

## Trama
L'esperto informatico Neil McCabe si trova a dover indagare su alcuni incidenti aerei avvenuti alla vigilia del giorno dell'Indipendenza, ed è convinto che si tratta di atti terroristici tecnologici.